# F. 하비에르 구티에레스
프란시스코 하비에르 구티에레스 디아스(스페인어: Francisco Javier Gutiérrez Díaz)는 스페인의 영화 감독으로, 링 시리즈 미국판 《링스》(2017)을 연출하였다.